# Drosichoides
Drosichoides är ett släkte av insekter. Drosichoides ingår i familjen pärlsköldlöss.
Kladogram enligt Catalogue of Life:
| Drosichoides | \| \| Drosichoides haematoptera \| \| \| \| \| \| Drosichoides sanguinea \| \| \| \| |
|              | \| \| Drosichoides haematoptera \| \| \| \| \| \| Drosichoides sanguinea \| \| \| \| |
|              | Drosichoides haematoptera                                                            |
|              |                                                                                      |
|              | Drosichoides sanguinea                                                               |
|              |                                                                                      |